# Anisostena cyanea
Anisostena cyanea es una especie de coleóptero de la familia Chrysomelidae. Fue descrita científicamente por primera vez en 1994 por Staines.
Se encuentra desde Arizona y Texas a México. Se sabe que se alimentan de especies de Bothriochloa (Poaceae).